# Казале Бене (Верчели)
Казале Бене је насеље у Италији у округу Верчели, региону Пијемонт.
Према процени из 2011. у насељу је живело 24 становника. Насеље се налази на надморској висини од 165 м.